# Bătrâna (gmina)
Bătrâna – gmina w Rumunii, w okręgu Hunedoara. Obejmuje miejscowości Bătrâna, Fața Roșie, Piatra i Răchițaua. W 2011 roku liczyła 127 mieszkańców.